# Combinado nórdico nos Jogos Olímpicos de Inverno de 1948
O combinado nórdico nos Jogos Olímpicos de Inverno de 1948 foi disputado apenas por homens. Consistiu de uma corrida cross-country disputada em 31 de janeiro de 1948, e uma competição de saltos disputada no dia seguinte.

## Medalhistas
| Ouro   | FIN Heikki Hasu     |
| Prata  | FIN Martti Huhtala  |
| Bronze | SWE Sven Israelsson |

## Resultados
| Pos.              | Atleta                   | Total  |
| ----------------- | ------------------------ | ------ |
| Medalha de ouro   | FIN Heikki Hasu          | 448,8  |
| Medalha de prata  | FIN Martti Huhtala       | 433,65 |
| Medalha de bronze | SWE Sven Israelsson      | 433,4  |
| 4                 | SUI Niklaus Stump        | 421,5  |
| 5                 | FIN Olavi Sihvonen       | 416,2  |
| 6                 | NOR Eilert Dahl          | 414,3  |
| 7                 | FIN Pauli Salonen        | 413,3  |
| 8                 | NOR Olaf Dufseth         | 412,6  |
| 9                 | SWE Erik Elmsäter        | 410,95 |
| 10                | SWE Clas Haraldsson      | 410,75 |
| 11                | NOR Olav Odden           | 409,15 |
| 12                | NOR Kaare Østerdahl      | 404,2  |
| 13                | SUI Alfons Supersaxo     | 400,4  |
| 14                | ITA Alfredo Prucker      | 394    |
| 15                | ITA Rizzieri Rodeghiero  | 388,8  |
| 16                | AUT Josl Gstrein         | 381,7  |
| 17                | SUI Theo Allenbach       | 376,1  |
| 18                | SUI Gottlieb Perren      | 373,8  |
| 19                | FRA René Jeandel         | 371,1  |
| 20                | POL Stefan Dziedzig      | 367,6  |
| 21                | AUT Karl Martitsch       | 360,2  |
| 22                | POL Józef Krzeptowski    | 359,8  |
| 23                | AUT Hubert Hammerschmied | 356,9  |
| 24                | YUG Tone Razinger        | 352,45 |
| 25                | POL Tadeusz Kwapień      | 352,2  |
| 26                | USA Corey Engen          | 346,8  |
| 27                | USA Don Johnson          | 345,1  |
| 28                | ITA Alberto Tassotti     | 342,1  |
| 29                | USA Gordon Wren          | 340,2  |
| 30                | FRA Walter Jeandel       | 339,6  |
| 31                | TCH Jaroslav Kadavý      | 338,6  |
| 32                | TCH Bohumil Kosour       | 328,5  |
| 33                | USA Ralph Townsend       | 326,7  |
| 34                | POL Leopold Tajner       | 321,5  |
| 35                | TCH Jaroslav Lukeš       | 320,9  |
| 36                | TCH František Šimůnek    | 312,3  |
| 37                | CAN Wilber Irwin         | 280    |
| 38                | BUL Nikola Delev         | 262,1  |
| -                 | AUT Paul Haslwanter      | DNF    |

- Legenda: DNF - não completou a prova (did not finish).